# Andreas Pummer
Andreas Pummer (* 9. Juli 1982 in München) ist ein ehemaliger Fußballspieler und heutiger Fußballtrainer.

## Karriere

### Als Spieler
Andreas Pummer startete seine Spielerkarriere im Jahr 1987 in der Jugendabteilung der SpVgg Unterhaching. Diese durchlief er komplett von der F- bis zur A-Jugend.
Nach langer Verletzungspause wechselte er zum FC Unterbiberg in den Herrenbereich. Nach 5 Jahren ging er zum SV Waldperlach, nach nur einem halben Jahr wechselte er zum FC Unterföhring. Dort spielte er noch aktiv für 2,5 Jahre in der 1. Herrenmannschaft, bevor er aufgrund von Verletzungen 2010 seine aktive Zeit beendete.

### Als Trainer
In der Saison 2010/11 wurde Andreas Pummer zum Co-Trainer der 1. Herrenmannschaft des FC Unterföhring, die zu diesem Zeitpunkt in der Landesliga spielte, ernannt.
In den vier darauf folgenden Jahren war Pummer weiterhin Co-Trainer beim FC Unterföhring in der Bayernliga unter 3 verschiedenen Cheftrainern: Alexander Ebner, Dirk Teschke und Walter Werner. Als Walter Werner in der Saison 2013/14 7 Spieltage vor Schluss entlassen wurde, übernahm Andreas Pummer als Interimstrainer bis zum Saisonende.
In der darauf folgenden Saison 2014/15 wurde Pummer Cheftrainer des FC Unterföhring in der Bayernliga. Zusätzlich erwarb Pummer seine B-Lizenz beim BFV.
In seiner 3. Saison als Cheftrainer 2016/17 stieg Andreas Pummer mit dem FC Unterföhring in die Regionalliga Bayern auf.
Er selbst wechselte nach 8,5 Jahren beim FC Unterföhring (Spieler + Trainer) in der darauf folgenden Saison zu Türkgücü München in die Landesliga. Dort gelang ihm mit 2 Meisterschaften der sofortige durch Marsch von der Landesliga bis in die Regionalliga Bayern.
2019/20 wurde Pummer aufgrund einer fehlenden Trainerlizenz wieder Co-Trainer unter Reiner Maurer in der Regionalliga Bayern. Auch in dieser Saison konnte der Aufstieg wieder geschafft werden. Zusätzlich machte Pummer seinen nächsten Trainerschein, die B+-Lizenz.
In der Saison 2020/21 von Türkgücü München in der 3. Liga war Pummer Co-Trainer unter Alexander Schmidt, der Anfang Februar entlassen wurde und Andreas Pummer als Interimstrainer das Amt für 2 Spiele übernahm. Beide Spiele konnten gewonnen werden.
Anschließend wurde Serdar Dayat als neuer Cheftrainer verpflichtet und Andreas Pummer übte wieder seine ursprüngliche Position des Co-Trainers aus. Anfang Mai 2021 vertrat er Serdar Dayat aufgrund von dessen Rückenproblemen für die letzten 4 Spiele.
In der darauf folgenden Saison gingen Andreas Pummer und Türkgücü München getrennte Wege.
Im November 2021 übernahm Pummer den Abstiegsbedrohten FC Pipinsried in der Regionalliga Bayern, der zuvor 8 Spiele in Folge verloren hatte. Er führte die Mannschaft bis zum Saisonende in das gesicherte Mittelfeld und der FC Pipinsried blieb in der Regionalliga Bayern.
Seit der Saison 2022/23 ist Pummer Trainer beim FC Deisenhofen in der Bayernliga.
Im November 2023 absolvierte er erfolgreich die neue A-Lizenz vom DFB.